# Chitarra elettrica
La chitarra elettrica è un tipo di chitarra in cui la vibrazione delle corde viene rilevata da uno o più pick-up; il segnale viene quindi prelevato all'uscita e convogliato in un amplificatore affinché il suono sia udibile.
Dal punto di vista organologico appartiene alla famiglia degli elettrofoni (cordofoni elettroacustici)  in quanto il suono viene generato attraverso la perturbazione del campo magnetico del pick-up (una bobina di filo conduttore avvolta intorno ad uno o più magneti) da parte della corda vibrante. Tale perturbazione genera un impulso elettrico (grazie al principio dell’induzione elettromagnetica illustrato nella Legge di Lenz) che viene poi amplificato.

## Composizione
La chitarra elettrica è formata dalle parti seguenti:
- La paletta, nella quale sono alloggiate le meccaniche: esse permettono alle corde di raggiungere una determinata tensione (e conseguentemente una determinata altezza) e di mantenere l'accordatura desiderata. Nelle chitarre headless la paletta è assente, e il sistema di accordatura è situato sul ponte o sul corpo dello strumento.
- Il manico, sul quale è montata la tastiera, i cui tasti sono generalmente posizionati secondo il temperamento equabile, che dunque permettono un intervallo minimo possibile di un semitono. Negli strumenti fretless (meno diffusi fra le chitarre), sprovvisti dei tasti in metallo, la corda entra in contatto direttamente con il materiale della tastiera.
- Il corpo. A seconda della presenza più o meno importante di camere tonali (e della funzionalità di esse) si parlerà di: chitarra solid body, semi-hollow e hollow-body.
- Il ponte, alloggiato sul corpo, che può essere fisso (come il tune-o-matic) oppure tremolo.
- Uno o più pick-up magnetici, alloggiati sul corpo, sotto le corde, solitamente del tipo a bobina singola (single coil) o a bobina doppia (humbucker), o di entrambi i tipi.

## Funzionamento
In una chitarra acustica l'oscillazione delle corde induce una vibrazione della cassa acustica dello strumento. Questa risonanza amplifica la vibrazione prodotta dalle corde e la diffonde nell'ambiente circostante. In una chitarra elettrica, invece, i pick-up magnetici generano un campo magnetico in prossimità della corda. Essa viene magnetizzata e, vibrando, modifica a sua volta il campo magnetico. Queste oscillazioni del campo magnetico risultante creano una variazione di flusso attraverso le bobine che si trovano intorno al pick-up, generando quindi una corrente indotta all'interno di tali bobine. Questo segnale elettrico, che contiene le caratteristiche della vibrazione della corda in oscillazione (frequenza, ampiezza, ecc.), è troppo debole per essere udibile attraverso la riproduzione per mezzo di altoparlanti. Viene dunque inviato ad un amplificatore, e solamente dopo essere stato opportunamente amplificato viene inviato ad uno o più altoparlanti che trasformano il segnale elettrico in un segnale sonoro, udibile dall'orecchio umano. Spesso l'amplificatore e l'altoparlante sono integrati in un medesimo apparecchio, chiamato esso stesso "amplificatore" nel linguaggio comune. Sovente, prima di giungere all'amplificatore, il segnale elettrico viene processato da uno o più effetti che ne alterano le caratteristiche.
La chitarra elettrica non ha pertanto bisogno di avere una cassa di risonanza. D'altra parte, le caratteristiche di costruzione del body e i materiali utilizzati donano allo strumento particolari caratteristiche timbriche, ma non sono essenziali al suo funzionamento.

## Tipi di chitarre

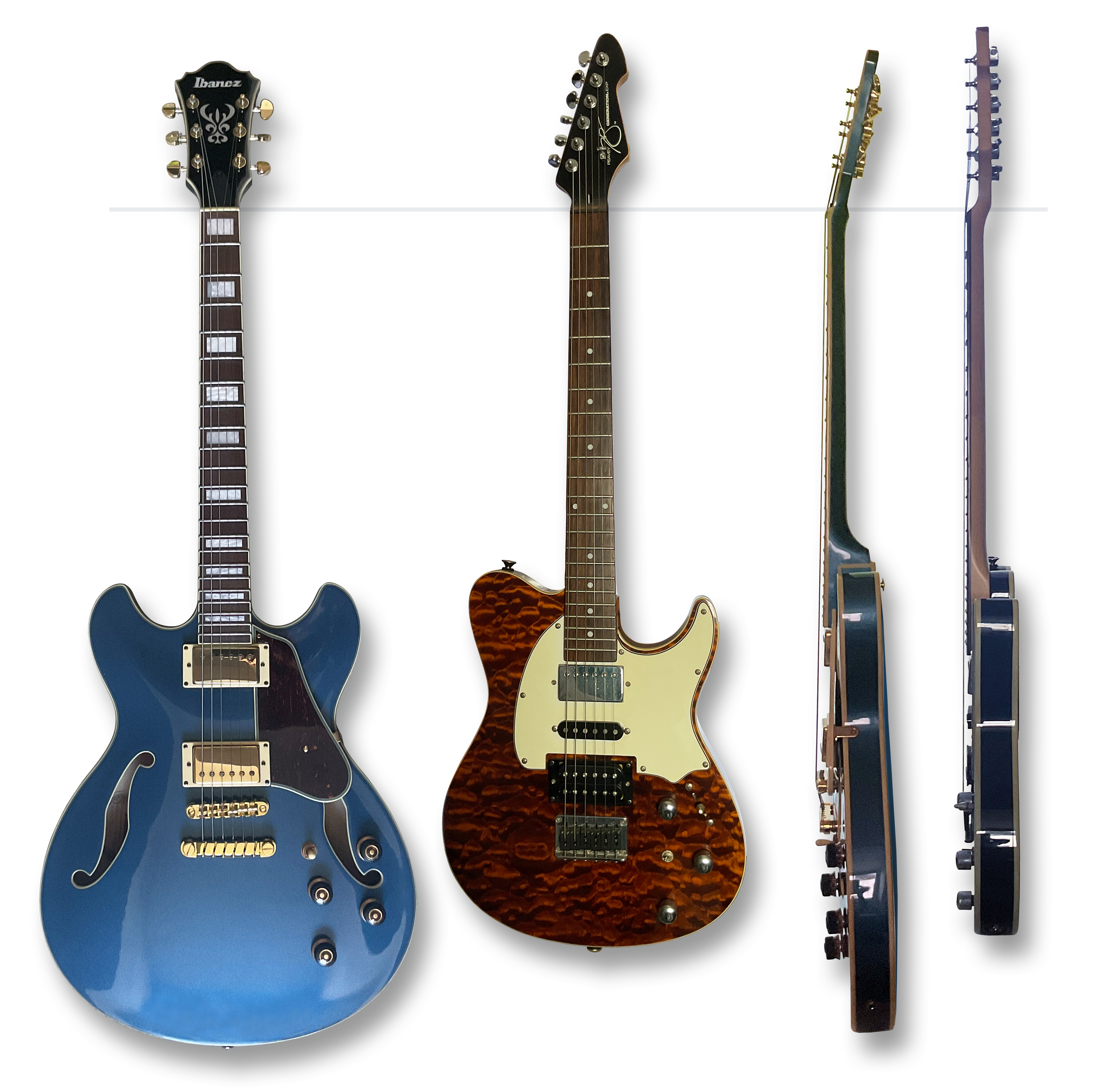
Confronto tra design e dimensioni di un corpo "Hollow-body" rispetto a un corpo "Solid-body"

La chitarra elettrica può avere un corpo solido in cui il suono è totalmente amplificato da dispositivi elettronici (pickups) e si parla quindi di chitarra solid body, oppure un corpo di tipo tradizionale presentante cassa armonica e si parla in questo caso di chitarra semiacustica. A loro volta le chitarre semiacustiche, a seconda della altezza del corpo e della tecnologia costruttiva, si definiscono come hollow body (corpo cavo), con una profondità simile alla chitarra acustica e corpo completamente cavo, o con una profondità in genere pari a circa la metà di una chitarra acustica e con un blocco di legno solido posto in senso longitudinale tra il blocco del tacco anteriore e il blocco posteriore, da qui il termine semi-hollow body.

### Solid body
Le più diffuse chitarre elettriche, le solid body, letteralmente "corpo massiccio/pieno", non hanno una cassa di risonanza, ma un corpo di legno pieno (o, più raramente, di altri materiali quali resine sintetiche, resine acriliche, plexiglas). La forma del corpo, il legno con cui è realizzato e il tipo di pick-up usato sono determinanti ai fini della resa sonora dello strumento.
Esistono tre principali tipi di solid body, che differiscono per il modo in cui il manico e il corpo vengono uniti: bolt-on neck ("manico avvitato"), cioè con manico avvitato al corpo (es: Fender Stratocaster), neck-thru body ("manico attraverso il corpo") cioè con manico che percorre l'intera lunghezza della chitarra, corpo compreso (es: Ibanez RGT), e set-in-neck (o "set-neck") ("manico attaccato"), cioè con manico incollato al corpo della chitarra (es: Gibson Les Paul).
Le chitarre a manico avvitato sono caratterizzate da un suono generalmente più ricco di alte frequenze, povero di quelle medie e scarso di bassi profondi; c'è tuttavia da precisare che, vista l'altissima influenza che la scelta dei materiali, la tecnica costruttiva e la mano del liutaio possono esercitare sullo strumento finito, non sono rari i casi di strumenti che contravvengono a queste "regole". Questo sistema, oltre a essere più economico, permette di effettuare delle lavorazioni, compreso il cambio del manico, in maniera più semplice. Jimi Hendrix era noto riassemblare le Fender Stratocaster che distruggeva durante i concerti recuperando pezzi sani da diverse chitarre. Anche la famosa Blackie di Eric Clapton è il risultato di un corpo e un manico provenienti originariamente da diverse chitarre.
Le chitarre con il manico passante nel corpo sono caratterizzate da un notevole sustain, da un buon bilanciamento di suoni fra alti, medi e bassi e da un perfetto allineamento tra manico e corpo. Secondo molti risultano particolarmente "comode" da suonare, in quanto normalmente si ha un accesso molto più facile ai tasti più vicini al corpo rispetto a strumenti in cui sono utilizzati gli altri due tipi di giunzione. Per motivi pratici non è possibile nelle chitarre con sistema bolt-on fissare il manico troppo esternamente al corpo dello strumento (mentre in alcune chitarre con sistema set-in, il problema viene ovviato, per esempio nella Gibson SG). Ha come lato negativo l'impossibilità di agire sull'attacco manico-corpo e di sostituire il manico, qualora fosse necessario; infatti generalmente il manico, per garantire solidità, viene costituito da diverse parti di legno incollate tra loro longitudinalmente, rispetto alla chitarra, e più raramente al suo interno vengono incollate delle barre in fibra di carbonio (proprio per l'impossibilità di cambiare il manico in caso di rottura).
Le chitarre con il manico incollato al corpo hanno in linea di massima le caratteristiche positive, in termini di sustain e bilanciamento delle frequenze, simili a quelle con il manico passante ma in queste chitarre risulta possibile operare sul manico. Ovviamente, visto che il sistema è incollato, il lavoro dovrà comunque essere fatto da un liutaio.
I legni principalmente utilizzati sono: per bolt-on neck, ontano e tiglio per il corpo, acero per il manico, eventuale ricopertura in palissandro per la tastiera; per il neck-thru, mogano per il corpo, frassino o acero per il manico, palissandro per la tastiera; per il set-neck generalmente si utilizza mogano sia per il corpo che per il manico e palissandro per la tastiera. Esistono tuttavia numerosissimi modelli che usano legni diversi da questi citati. Le chitarre costruite in Asia possono utilizzare legni locali, come l'agathis al posto dell'ontano e il nato al posto del mogano, che hanno rese acustiche simili. Anche il PVC è stato utilizzato per realizzare delle chitarre solid body, e più recentemente si stanno utilizzando materiali compositi con sagomature interne per replicare la timbrica dei vari legni.

### Hollow body
Le chitarre elettriche hollow body ("corpo vuoto/cavo") o semiacustiche presentano una parte o la totalità del corpo vuota, con uno o due tradizionali fori di risonanza a forma di f posti ai lati delle corde, similmente ai fori presenti su altri strumenti a corda, come il violino. Queste chitarre sono caratterizzate da un suono particolarmente dolce e poco aggressivo (come molti modelli Gibson, Epiphone, ecc. utilizzati principalmente per il jazz), oppure molto brillante e squillante (come i modelli Gretsch, spesso usati nel rockabilly). Le hollow body sono storicamente derivate dalle archtop (vedi sotto) e differiscono da queste ultime perché la tavola armonica (e di solito anche il resto della cassa) è costruita in laminato e non in legno massello, per limitare il feedback acustico: la cassa vuota tende infatti a creare alcuni problemi a causa della risonanza delle vibrazioni, che si riflettono nei pickup, e ciò è meno evidente se la cassa è in laminato piuttosto che in massello. L'effetto di distorsione risulta in ogni caso difficile da ottenere e da controllare. Nel corso degli anni, tuttavia, sono stati realizzati modelli decisamente più "spinti" e con un suono molto più pieno i quali, attraverso alcuni espedienti tecnici (quali la particolare conformazione interna della cassa armonica), riescono a ovviare a questo problema.

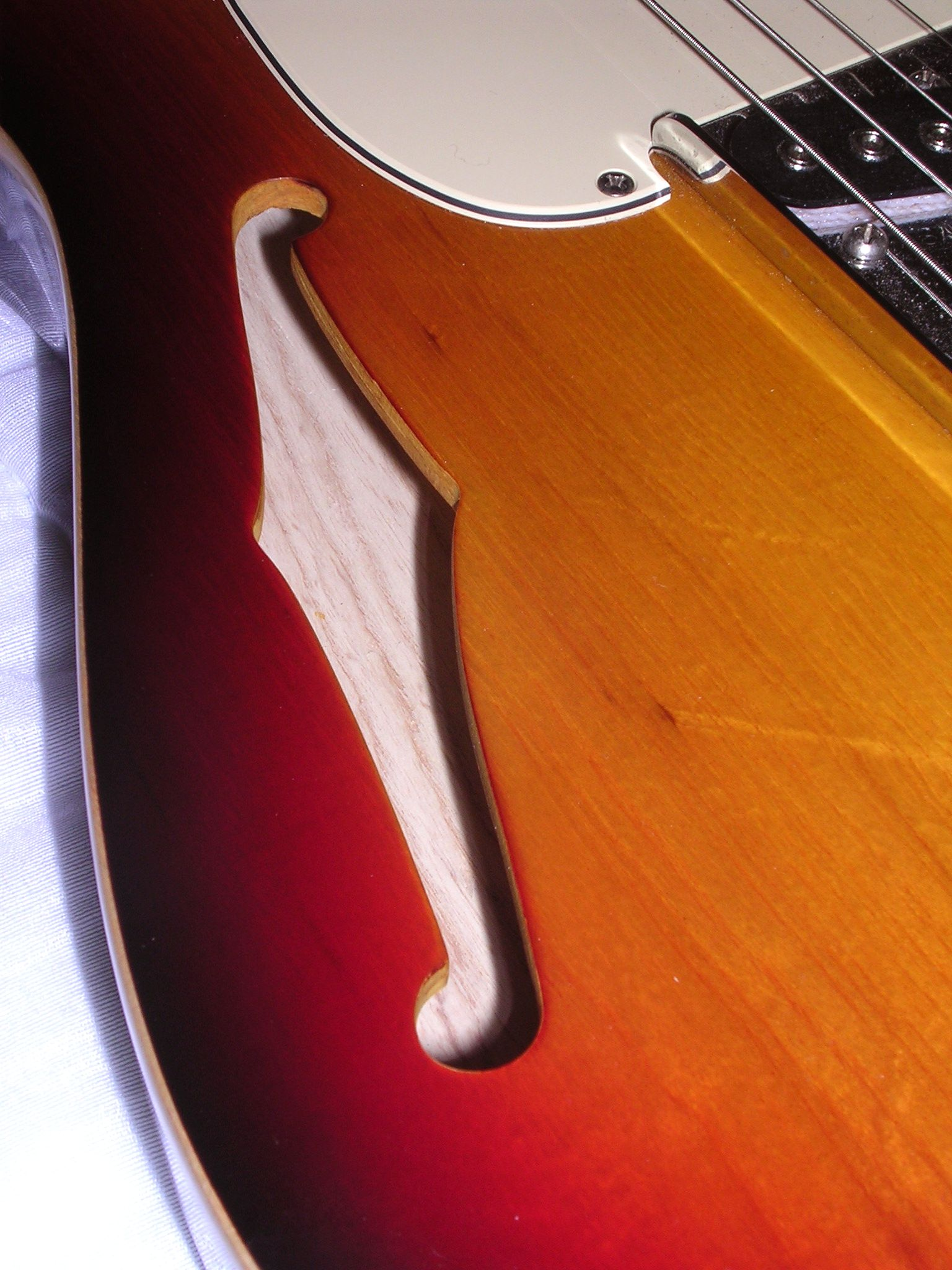
Buca a "f" in una chitarra semi-hollow

#### Semi-hollow
La ricerca di un compromesso tra le sonorità calde delle semiacustiche e il migliore controllo delle risonanze indesiderate agli alti volumi delle solid body ha dato inoltre origine a un sottotipo delle semi-acustiche, le cosiddette semi-hollow. Queste chitarre adottano un corpo di minore spessore in cui, in luogo di un'unica cassa, sono presenti due (più raramente una) casse di ridotta entità ai lati, mentre la parte centrale del corpo è in legno pieno. Solitamente constano di due o tre pezzi incollati, raramente di un unico pezzo. Il legno più comunemente usato è l'ontano.
Le chitarre a cassa parzialmente piena hanno trovato terreno fertile nel rock and roll e nel blues.
Il primo e più famoso modello semi-hollow è la Gibson ES-335. Altre celebri chitarre di questo tipo sono la ES-355, le serie 300 e 600 della Rickenbacker, la G&L ASAT Classic semi-hollow (basata sulla Fender Telecaster) e la Gibson Blueshawk (basata sulla Nighthawk) prodotta dal 1996 al 2006.

#### Archtop
La chitarra archtop, come concepita da Orville Gibson e perfezionata per Gibson da Lloyd Loar, nasce come strumento acustico: è costruita infatti interamente in legno massello con la tecnica costruttiva propria degli strumenti ad arco e possiede una capacità di produrre suono propria e autonoma, tipica degli strumenti acustici, che veniva sfruttata nella sezione ritmica delle big band prima dell'avvento dell'amplificazione elettrica, di cui però sono oggi provviste quasi tutte le archtop. Spesso, tuttavia, l'amplificazione viene eseguita applicando uno o due pickup sospesi (in inglese floating, letteralmente "galleggianti") e i controlli di tono/volume sul battipenna senza forare la tavola armonica, mantenendo così tutta l'acustica naturale dello strumento. Questo tipo di chitarra, il cui uso oggi è prevalente nel jazz e nel blues, è tipicamente costruito a mano, essendo la cassa armonica di solito intagliata, ma esistono anche modelli in massello pressato.

## Storia

### Le origini
La storia della chitarra elettrica inizia quando si avvertì l'esigenza di uno strumento che avesse alcune caratteristiche proprie della chitarra (specialmente per quanto attiene alle modalità di esecuzione), ma che potesse suonare insieme agli altri senza esserne sovrastato dal volume di suono. Con la nascita delle orchestre jazz e blues ci si rese conto del problema della limitata amplificazione delle chitarre acustiche. Diversi costruttori cercarono di ovviare al problema costruendo strumenti che consentissero un volume maggiore, con un timbro simile a quello della chitarra acustica.
Il concetto di chitarra elettrica deve però molto alle intuizioni di Adolph Rickenbacker, che nel 1931 realizzò il primo pick-up elettromagnetico (un dispositivo in grado di trasformare le vibrazioni delle corde in impulsi di tipo elettrico) e iniziò ad applicarlo ai normali strumenti acustici, creando una chitarra lap steel chiamata frying pan guitar, in due modelli (A22 e A25).
Nel 1935 la Gibson iniziò la produzione del modello ES 150, una chitarra semiacustica con cassa di risonanza, aperture a "f" sulla tavola e un unico pick-up. Il modello riscosse un grande successo. Finalmente la chitarra, grazie all'amplificazione, poteva inserirsi meglio nelle formazioni del tempo, senza essere sovrastata dal volume degli altri strumenti.

### Evoluzione
Molti si cimentarono nella costruzione di chitarre elettriche, limitandosi di fatto ad amplificare il suono di strumenti acustici. Se da una parte la presenza di una cassa armonica combinata a un pick-up produceva un suono pastoso e ricco di armoniche dall'altra presentava una serie di svantaggi, tra cui il più fastidioso era l'effetto noto come feedback acustico. La cassa dello strumento entrava in risonanza (effetto Larsen) con il suono emesso dall'amplificatore, creando echi, armonici e fischi di difficile gestione, con il risultato di un suono sgradevole di difficile definizione.
Nel 1941 Les Paul, chitarrista e inventore, crea nei laboratori Epiphone un prototipo, detto The Log, ideato per ovviare al problema del feedback. Esso consisteva in un manico di chitarra acustica attaccato a un blocco di legno massiccio su cui erano installate le parti elettriche, e ai cui lati erano fissate le due "ali" di una chitarra acustica a forma di otto. Les Paul propose l'idea alla Gibson, che però la rifiutò.
Nel 1946 Paul Bigsby, estroso costruttore di motocicli passato a costruire chitarre, e Merle Travis, suo amico, costruiscono una chitarra molto innovativa. Anche se prodotto in modo classico, lo strumento presenta un corpo alto solo cinque centimetri, e un disegno molto originale sia del corpo stesso che della paletta. Il corpo, grazie a un'asimmetria del disegno attorno al manico, permette di raggiungere agevolmente il ventesimo tasto, mentre la paletta monta chiavette per l'accordatura disposte solo sul lato superiore. Si risolvono quasi completamente i problemi di risonanze indesiderate. Inoltre, Bigsby introdurrà un'ulteriore innovazione inventando un sistema che consente di agire sulla intonazione delle corde mediante una leva la cui corsa è contrastata da una molla, ottenendo così l'effetto vibrato.
Nel 1948 Leo Fender, tecnico progettista di amplificatori, impone una svolta definitiva e crea la Broadcaster (oggi conosciuta come Telecaster), una chitarra con due pick-up single coil miscelabili e con il corpo pieno in legno massiccio che annulla completamente le risonanze indesiderate e aumenta il sustain delle corde, sviluppando il concetto di chitarra solid body. La Broadcaster, costruita inizialmente solo per presentare i propri amplificatori, attinge a molte delle innovazioni introdotte dalla chitarra di Bigsby e Travis, ma le fa sue migliorandole notevolmente. Il disegno del corpo e della paletta, anche se ispirato molto alla linea di Bigsby, è più sobrio e moderno, ma soprattutto più razionale. Inoltre lo strumento di Leo Fender presenta un vantaggio fondamentale: le fasi di costruzione e assemblaggio delle parti che compongono lo strumento sono molto semplificate. Ciò si traduce nella possibilità di automatizzare il processo di produzione e di conseguenza produrre gli strumenti in serie, con costi notevolmente più contenuti.
Il successo è enorme, tanto che la Broadcaster, divenuta poi Telecaster, viene prodotta dalla Fender ancor oggi.
Nel 1950 Ercole Pace è il primo in Italia a richiedere il brevetto (poi concesso con il n. 462480 il 21 marzo 1951) per un dispositivo magneto-dinamico, applicabile a strumenti a plettro in genere e a chitarre in particolare, per amplificare il suono in collegamento con la presa fono di apparecchi radio che poi produrrà in serie in un piccolo laboratorio a Roma, in Trastevere. L'originale apparecchio fu acquistato dai più noti chitarristi dell'epoca e, non essendo stato poi rinnovato il brevetto, l'idea fu in seguito perfezionata da altri. Tale dispositivo differiva dall'analoga invenzione oltreoceano di Leo Fender di due anni prima (di cui Ercole Pace era ignaro), in quanto il pickup applicato prevedeva un più elaborato avvolgimento per ogni magnete, anziché un unico avvolgimento per tutti i magneti come il pickup di Fender; adottando appunto una bobina per ogni corda Ercole Pace mirava a rendere il rilevamento delle sei corde più bilanciato e accurato. Sotto il profilo tecnico si trattava quindi di due brevetti diversi.

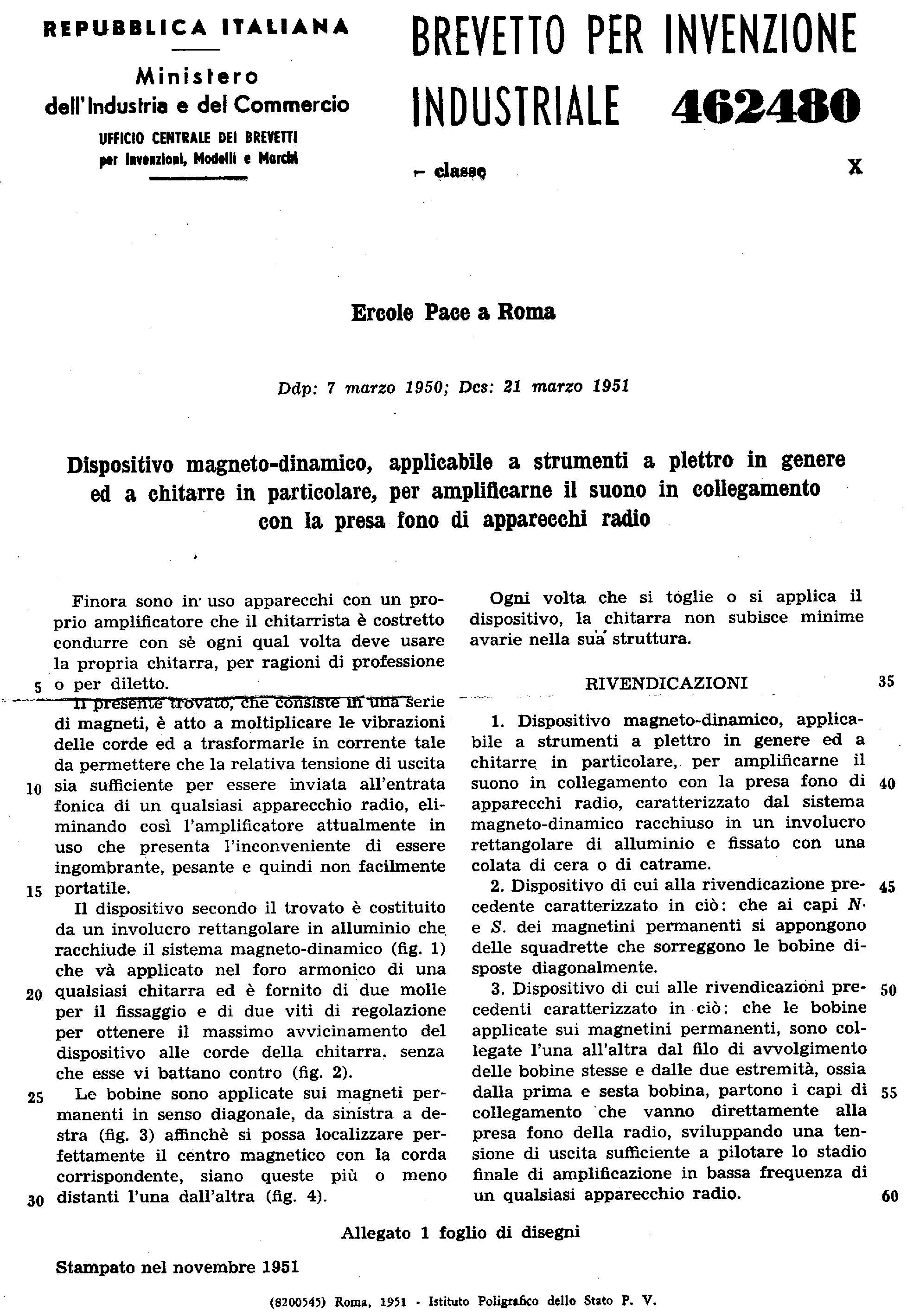
Il primo brevetto in Italia per la chitarra elettrica ottenuto da Ercole Pace il 21 marzo 1951 al n. 462480 su domanda presentata il 7 marzo 1950

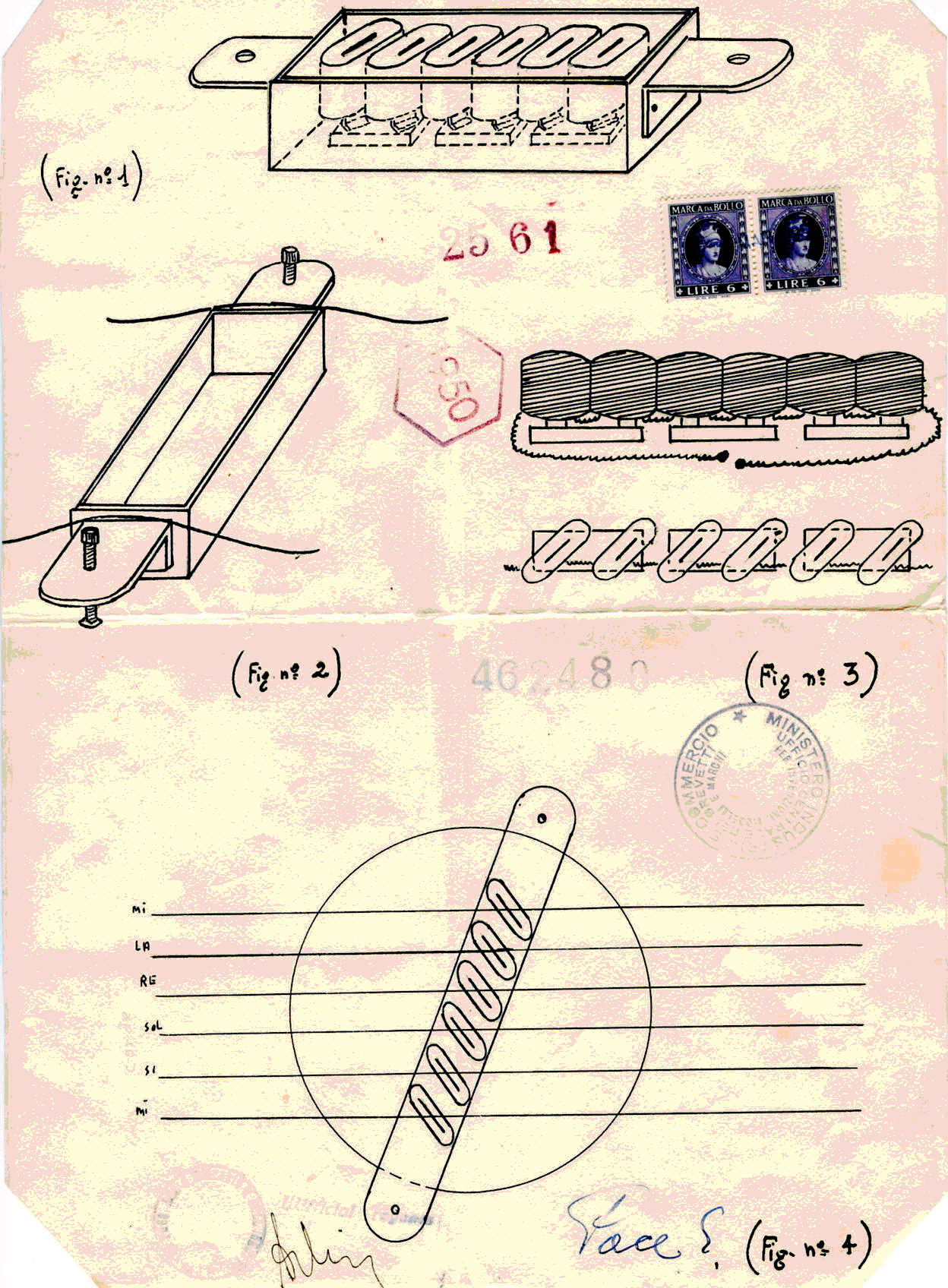
Allegato grafico al brevetto n. 462480/1951

Nel 1952 Gibson mette sul mercato la sua prima chitarra Solid body la Gibson Les Paul, per "competere" con la Telecaster Fender. Gibson, a tal fine, aveva assunto da qualche anno come collaboratore nel suo team di progettazione proprio Les Paul, l'ex dipendente Epiphone inventore del primo prototipo di chitarra elettrica a corpo solido. La nuova chitarra creata da Les Paul si avvicina di più al disegno di Bigsby-Travis, ma ha forme più fluide e meno spigolose. Caratteristica sonora saliente è l'uso di una nuova tipologia di pick-up, gli humbucker, formati da due bobine accoppiate collegate in serie, che li rendono al tempo stesso più potenti e con meno interferenze sonore dei single coil. Inoltre questi pick-up, captando una porzione più ampia di corda e rilevando un più esteso numero di armonici, producono una sonorità più calda e rotonda rispetto alla timbrica brillante e definita dei single coil, e sono anche più propensi a raggiungere la saturazione e la distorsione del suono (caratteristica che influenzerà lo sviluppo delle tipiche sonorità della musica rock). La Les Paul monta due pickup humbucker e le regolazioni di tono e volume sono affidate a due coppie di potenziometri e ad un selettore per miscelare il suono dei due pick-up. La regolazione dell'action delle corde avviene con due ghiere poste ai lati che sollevano o abbassano tutte e sei le corde contemporaneamente. L'intonazione invece può essere regolata singolarmente corda per corda.

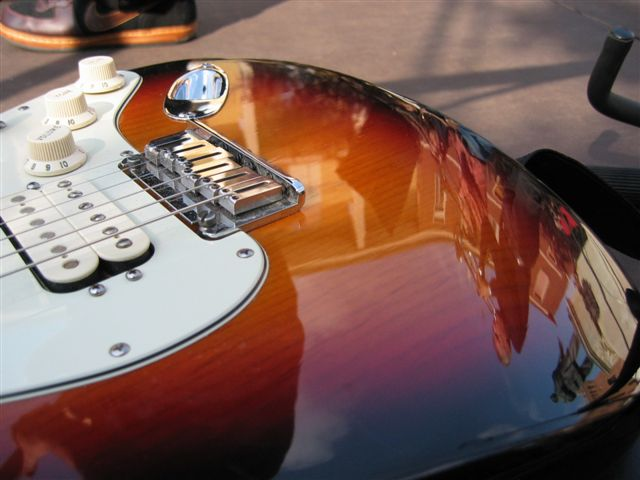
Particolare del ponte di una Stratocaster con colorazione "sunburst"

Nel 1954 Leo Fender crea un'altra chitarra a corpo solido che diverrà nel tempo tra le più utilizzate e vendute del settore e più in generale della musica rock/blues: la Stratocaster. Solid body come la precedente Telecaster, ha però un design più innovativo e capace di restare moderno nel corso dei decenni: il corpo infatti è smussato nella parte superiore e posteriore per renderla più ergonomica del precedente modello. I pick-up, tutti single coil, sono tre e sono montati su un originale battipenna sul quale sono alloggiati, oltre al selettore per scegliere il pick-up desiderato, anche tre potenziometri: uno per regolare il volume e due di regolazione tono. Ma il fattore rivoluzionario per quel tempo è la leva del vibrato, che Fender chiama con termine improprio tremolo (si genera così una confusione terminologica che dura ancora oggi): a differenza delle altre dell'epoca poste tra l'attaccatura delle corde e il ponte questa è un tutt'uno con il ponte stesso, evitando fastidiose scordature. Anche il ponte è innovativo: ogni corda appoggia su una sua "selletta" che dispone sia della regolazione in altezza sia in lunghezza, permettendo un'intonazione perfetta e una distanza delle corde dalla tastiera (action), personalizzabile. La Stratocaster viene prodotta ininterrottamente dal 1954 ed tuttora molto apprezzata per la sua versatilità.
Dagli anni '50 ad oggi, la chitarra elettrica è rimasta sostanzialmente immutata rispetto alle intuizioni di Leo Fender e Les Paul; lo sviluppo attuale verte principalmente su migliorie tecniche e costruttive di vario genere che non stravolgono la sostanza.
Il bisogno di dialogare con interfacce digitali come il MIDI ha portato alla creazione di pick-up esafonici e convertitori analogico-digitali in grado di tradurre il segnale analogico in segnale digitale con accuratezza. Ottenuto un segnale in forma digitale lo si può immettere in un generatore di suoni campionati (expander) per avere a disposizione una varietà strumentale virtualmente infinita, esattamente come avviene con l'utilizzo dei campionatori con altri strumenti.

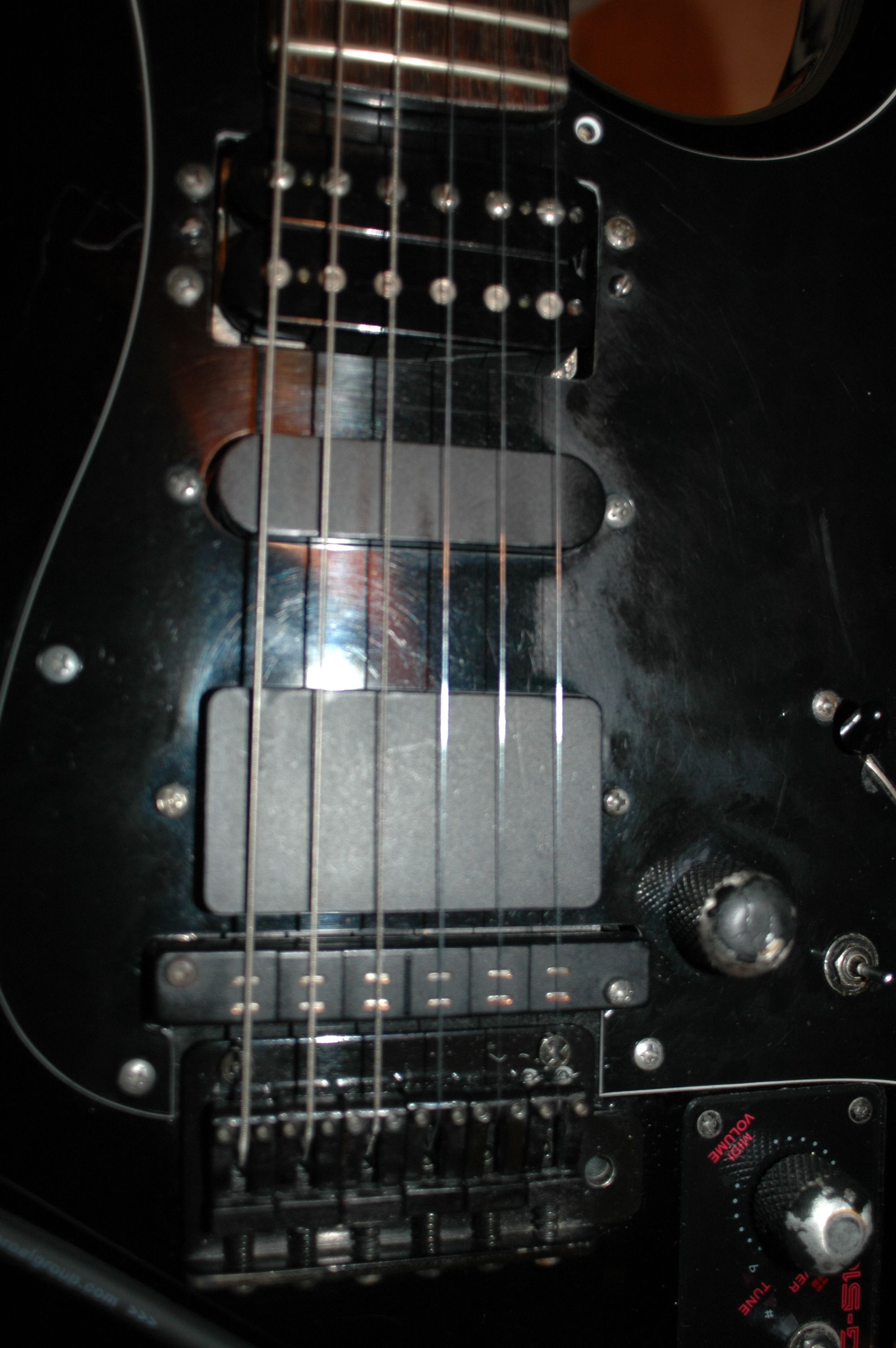
Il pickup esafonico della chitarra elettrica midi CASIO MG-510 (quello più vicino al ponte)

## Qualità
La qualità di una chitarra elettrica è data da molti parametri. Innanzitutto se la chitarra è stata fatta a mano o è un prodotto in serie. Nel primo caso incide molto sulla qualità anche la capacità del liutaio che la crea.
In secondo luogo la scelta dei materiali è molto importante sia per quanto riguarda il corpo, sia per quanto riguarda tastiera e manico: più il legno è pregiato e privo di nodi più la qualità dello strumento aumenta. I tre legni più diffusi nella realizzazione delle tastiere delle chitarre elettriche sono il palissandro, l'ebano e l'acero; per il corpo l'ontano e il mogano, per il manico acero e mogano. Tuttavia oggi si stanno utilizzando nuovi materiali per la produzione del corpo come il plexiglas. .
Un altro fattore che incide sulla qualità dello strumento è la qualità dei componenti tecnici aggiunti, il ponte utilizzato, la presenza di un bloccacorde o di un tremolo di qualità nonché le meccaniche e le elettroniche come i pick up di qualità e la precisione delle componenti che regolano il suono e i volumi.
Tra gli altri fattori che determinano la qualità ci sono anche l'equilibratura o bilanciamento (capacità dello strumento di tenere una posizione comoda una volta indossata la tracolla o fascia) e la verniciatura. Tra le più famose c'è la cosiddetta colorazione sunburst, con la fascia più esterna nera che va a sfumare in colori lignei verso il centro, in genere più costosa delle verniciature monocolore coprenti.

## Distorsione e altri effetti

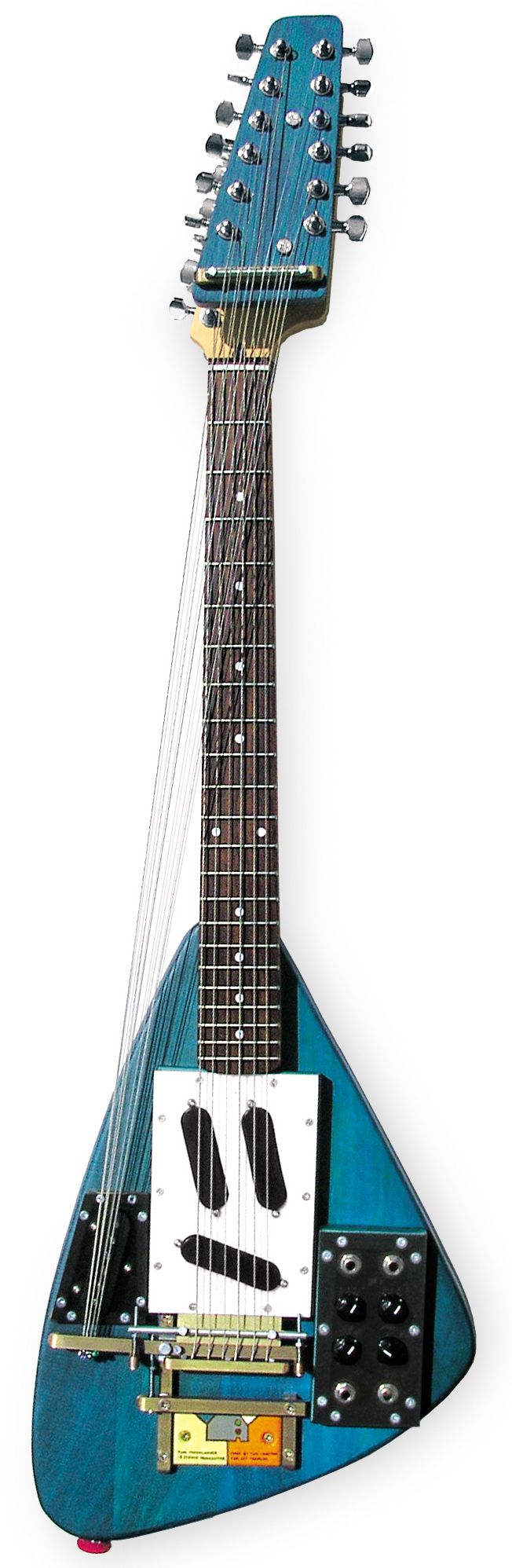
Moonlander, strumento simile a una chitarra elettrica costruito per Lee Ranaldo dei Sonic Youth da Yuri Landman, 2007

Al suono prodotto dalla chitarra elettrica vengono spesso applicati effetti che modificano il suono e lo rendono più adatto al genere musicale eseguito o al tipo di composizione. Fra essi la saturazione (overdrive), la distorsione e il fuzz, molto apprezzati nel rock e, in generale, nella pop music. Spesso ai precedenti si associa il pedale wah-wah, molto in voga negli anni settanta e ottanta. Fra gli altri effetti applicati con successo alla chitarra elettrica, si possono citare delay, riverbero, chorus, flanger, phaser, octaver, pitch shifter, tremolo che vanno inseriti quasi esclusivamente nel "Loop Effetti" dell'amplificatore (il "Loop Effetti" o la "Mandata e Ritorno" si colloca tra preamplificatore e finale di potenza); questi tipi di effetti sono sconsigliati in una mandata e ritorno di tipo "seriale", sono altrettanto consigliati se il proprio amplificatore dispone di una mandata e ritorno in "Parallelo". Anche alcuni processori dinamici come il compressore e il noise-gate vengono applicati al segnale della chitarra per modificare l'inviluppo del suono.
L'utilizzo dei pedali al fine di effettuare il suono è una scelta strettamente correlata con lo stile del chitarrista in questione. Così come Jimi Hendrix usava molto nelle sue esecuzioni il wah-wah e il Dallas Arbiter Fuzz Face, David Gilmour in alcuni periodi ha fatto uso dello stesso Fuzz Face o del Big Muff modello Ram's Head, o Triangle, abbinandolo a particolari scelte nell'uso di delay dapprima a nastro come il Binson Echorec e poi digitali come l'MXR Digital Delay, il TC2290 prodotto dalla TC Electronics o il Tape Echo Simulator (T.E.S.) costruito da Pete Cornish a partire dal circuito del Boss DD2.

## Tecniche
Nonostante la presenza di un numero di effetti dei più svariati tipi, l'abilità del chitarrista resta l'elemento più importante nell'esecuzione delle varie tecniche, divenute nel corso del tempo parte integrante dell'istruzione musicale di coloro che si avvicinano a questo strumento.
Fra le tecniche più famose e comuni vi sono: il bending, il vibrato, lo slide, il palm mute, il legato, hammer on e pull off, il tapping, gli armonici naturali e artificiali e lo sweep-picking.

## Marchi principali
Sebbene sia molto limitativo elencare i marchi principali delle chitarre, visto anche che in questi ultimi anni il mercato delle chitarre si sta arricchendo di molti nuovi nomi, piccole industrie, o anche solo singoli liutai, così come vecchi marchi si stanno riaffacciando con successo dopo anni di inattività, si presenta un breve elenco di alcuni nomi particolarmente noti.
Uno dei marchi principali sul mercato è sicuramente Fender, che costruisce bassi e chitarre elettriche sin dagli anni cinquanta; dopo essere stata sull'orlo del fallimento negli anni ottanta ora produce 2000 chitarre al giorno. La Fender Musical Instrument Corporation possiede inoltre altri marchi di chitarre come Gretsch, Guild e Jackson Guitars.
Le chitarre Fender, principalmente i modelli Stratocaster e Telecaster, sono utilizzate praticamente in ogni stile, dal surf anni cinquanta, al country, al blues, al classico rock anni sessanta e all'heavy metal, come, per esempio, Dave Murray, chitarrista degli  Iron Maiden . Fender è ormai un simbolo della musica rock rimasto quasi inalterato anche negli anni settanta, ottanta e novanta. In questi ultimi anni molti chitarristi Indie, o in cerca di sonorità nuove, utilizzano spesso modelli di Fender ritenuti "minori" quali Jazzmaster, Jaguar e altri. Utilizzata in maniera minore nel jazz, in cui si preferiscono spesso modelli semiacustici. In particolare, il suo modello di punta, Stratocaster introdusse una serie di importanti innovazioni, tanto che alcuni la considerano la chitarra più influente mai prodotta. Molti chitarristi, infatti, come Jimi Hendrix, Eric Clapton o John Mayer hanno utilizzato o utilizzano chitarre Fender, per lo più Stratocaster. Sia di Mayer che di Clapton sono in vendita copie delle chitarre da loro usate (Stratocaster) su cui è stampata la loro firma.
Concorrente diretta di Fender è Gibson, marca che produce chitarre largamente utilizzate in tutti i generi, dal jazz (in cui è da sempre leader), al blues, ai generi più duri come per esempio l'hard rock (vedi AC/DC e Slash). Caratteristica principale di queste chitarre è soprattutto l'utilizzo dei pickup humbucker e di legni particolarmente pesanti. I modelli principali "solid body" della Gibson sono la Les Paul, la SG o "diavoletto", la Flying V, la Explorer e la Firebird. Particolarmente noti sono anche alcuni modelli "hollow body" come la L-5 e la ES-175 e "semi-hollow" come la ES 335. La Gibson è nota anche per molti modelli di chitarra acustica quale le J45, la Hummingbird e altre.
Come Fender, anche Gibson ha acquisito altri marchi di chitarre. La Epiphone, per esempio, è stata acquisita dalla Gibson negli anni sessanta proprio per limitare la concorrenza. In questi ultimi anni Epiphone fabbrica molti strumenti simili ai modelli Gibson ma in forma più economica. Si ricorda però che i Beatles hanno usato spesso modelli Epiphone che in quegli anni erano strumenti di notevole qualità. Modello di punta Epiphone è la Les Paul. Inoltre Epiphone continua a produrre modelli originali di chitarra di propria iniziativa, come la celebre Casino o la Epiphone Wilshire.
Un'altra marca molto apprezzata è la Paul Reed Smith, (abbreviata spesso in PRS), con un sound molto versatile e adatto a numerosi generi musicali (dal blues rock, fino al metal). PRS è un marchio, in fondo, nuovo sul mercato ma è riuscito ad affermarsi e a crearsi una nicchia di mercato molto interessante. Il chitarrista messicano Carlos Santana è stato, forse, il primo grande professionista a usare chitarre PRS e a portarle di fronte al grande pubblico.
Di notevole pregio sono anche la ESP Guitars, anch'essa produttrice di numerosi modelli, adatti soprattutto ai generi più "estremi" (Metallica, Slayer), il marchio giapponese Ibanez, che produce molti modelli di chitarre, di tutti i livelli, spesso utilizzate dai "virtuosi" o shredder (per esempio Steve Vai, Joe Satriani, ecc.,) ma produce anche chitarre adatte a blues come per esempio il modello George Benson.
Dean Guitars produce chitarre tradizionalmente utilizzate per il genere metal (vedi Pantera, Megadeth, Gwar, Michael Angelo Batio). La Dean è nota anche per chitarre utilizzate da artisti che, seppure in ambito hard rock, hanno radici più blues (vedi ZZ Top).